# Osówiec Szlachecki
Osówiec Szlachecki (prononciation : [ˈmxɔvɔ]) est un village polonais de la gmina de Przasnysz dans le powiat de Przasnysz de la voïvodie de Mazovie dans le centre-est de la Pologne.
Le village compte approximativement une population de 166 habitants en 2006.

## Histoire
De 1975 à 1998, le village appartenait administrativement à la voïvodie d'Ostrołęka.